# 哀姜
哀姜（あいきょう、生年不詳 - 紀元前659年）は、魯の荘公の夫人。
斉の公女として生まれた。哀姜が斉にいたとき、魯の荘公がたびたび斉を訪れて、哀姜と関係を持った。紀元前670年8月、哀姜は魯に入国した。このとき哀姜の捧げた礼物が大夫と同等だったために批判を浴びた。哀姜は荘公の弟である慶父や叔牙と私通していた。紀元前662年、荘公が死去すると、子斑が魯の国君の位についたが、慶父が哀姜と謀って、子斑を党氏で殺害し、哀姜の妹の叔姜が荘公とのあいだに生んだ公子開（閔公）を国君に擁立した。
紀元前660年、慶父は卜齮を使嗾して閔公を武闈で殺害し、自ら国君になろうとした。しかし慶父は魯人の支持を得られず、莒に亡命した。僖公が即位して、慶父の身柄を莒に求めると、慶父は自殺した。哀姜は慶父を国君に擁立しようとしていたことから、邾に亡命した。斉の桓公は哀姜が慶父と乱倫して魯を危うくしていると聞くと、哀姜を邾から召し出した。紀元前659年7月戊辰、哀姜は夷で斉の人に殺害された。